# Drymoea hesperoides
Drymoea hesperoides là một loài bướm đêm trong họ Geometridae.